# 3D XPoint

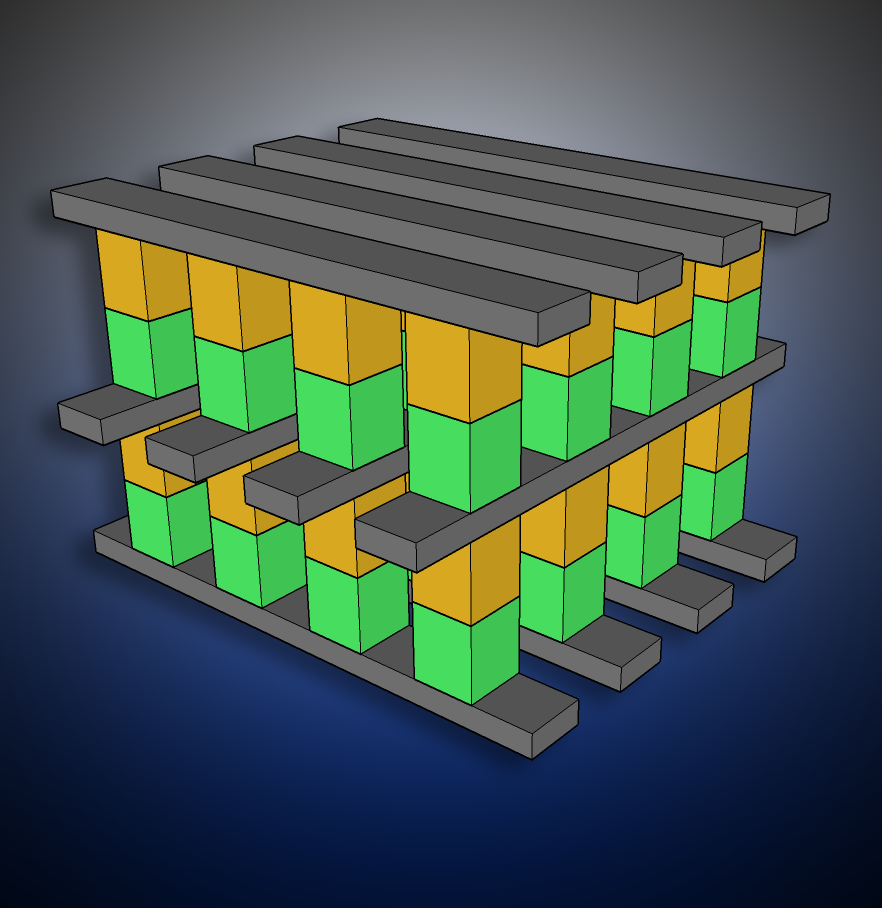
2層の3D XPointメモリの図

3D XPoint (スリーディークロスポイント)は、2015年7月、インテルとマイクロンによって発表された不揮発性メモリの技術である。同技術を使用した記憶装置製品にインテルは Optane (オプテイン)、マイクロンは QuantX (クアンテックス)と別のブランド名を冠している。
材料や動作原理の詳細については明かされていなかったが、外部企業による検証が行われPCM(相変化メモリ)であることが分かった。ビットの記録はバルク抵抗の変化と積層可能な交差格子状の記憶素子の配列の組み合わせで行われる。また、セレクタにオボニックスイッチ (OTS:Ovonic Threshold Switch) を使っていることも大きな特徴と言える。
「3D XPointはDRAMのおよそ半分の価格になるだろうが、NANDフラッシュに比較すれば4・5倍となるだろう」とマイクロンのストレージソリューション担当ヴァイスプレジデントは述べている。インテルの主張によれば同技術を用いた製品をNANDフラッシュと比較した場合、レイテンシは1/10に、書き込み寿命は3倍に、書き込み速度は4倍に、読み込み速度は3倍に改善され、消費電力は30%に軽減される。
2021年にMicron社は、それに引き続き2022年にintel社もこの記述のメモリ製品からの撤退を表明している。
2023年にMicron Technologyが第2世代の「3D XPoint」メモリ技術を国際学会「IEDM 2023」で発表した。

## 開発背景と技術解説
3D XPointの開発開始はおおよそ2012年に遡る。インテルとマイクロンは3D XPoint以前に同技術とは別の、相変化記録技術を利用した不揮発性メモリ(相変化メモリ)を開発してきた。マイクロンのCEOマーク・ダーカンによれば、3D XPointのアーキテクチャは以前提供していた相変化メモリとは別の物であり、これまで伝統的に用いられてきたゲルマニウムアンチモンテルル(GeSbTe)のような相変化材料に比べ高速で安定したカルコゲン化物材料を、セル選択素子と記憶素子の双方に使用している。
2015年現在、両社とも同技術の全容を公開していないが、NANDフラッシュとは異なり「電子[の蓄積]によるものではない」としている。3D Xpointは電気抵抗を利用し、ビット単位でのアドレスが可能であるとされている。メモリベンチャーのクロスバーが開発している抵抗変化型メモリとの類似点が指摘されてきたが、3D Xpointの記録メカニズムはクロスバーの技術とは異なっている。3D XPointの開発者は同技術がバルク材料の抵抗の変化に基づいているとしている。インテルのCEOブライアン・クルザニッチは3D XPointについて繰り返される質問に対し、同技術のスイッチングはバルク材料の特性を利用したものだと答えている。インテルによれば 3D XPoint は相変化記録技術もメモリスタも使用していない。
クリス・メラーは「3D XPointと同等の性能と寿命を持つ、抵抗変化型あるいは相変化型のメモリのサンプルを作成したサプライヤーはないようだ」とザ・レジスターの記事で書いている。
3D XPointの各記憶素子はトランジスタを使用しないため、記録密度はDRAMと比較し4倍程度になるとみられる。

## 成果物
まず2015年に、インテルとマイクロンの合弁会社であるIM・フラッシュ・テクノロジーズが運営するユタ州リーハイのウェハー工場において、少量の128Gbitチップが生産された。このチップは64Gbitの層が2段に積層されたものである。IM・フラッシュ・テクノロジーズのCEOガイ・ブラロックは2016年の初頭に、チップの大量生産の開始には12から18か月ほどの時間を要するとした。
2015年の半ば、3D XPoint技術を用いたストレージ製品にOptaneのブランド名を冠することをインテルが発表した。容量当たりの見込み単価はNANDフラッシュよりも高く、DRAMよりも安いことが期待されていたが、実際の製品価格へと反映されるかどうかは不明である。
2016年初頭、IM・フラッシュ・テクノロジーズは第一世代のSSDは95000 IOPSのスループットと9マイクロ秒のレイテンシを実現するだろうと発表した。2016年のインテル・デベロッパー・フォーラムでは3D XPointを使用した140GBの開発用の基盤とNANDフラッシュによるSSDをそれぞれPCI Expressに接続した上で比較し、ベンチマークの値が2.4から3倍改善されていることを示す実演が行われた。
2018年5月30日、Intelが「Optane DC」不揮発性メモリを発表した。